# Samsung Galaxy Z Fold 3
Samsung Galaxy Z Fold 3 (стилізовано як Samsung Galaxy Z Fold3, на деяких територіях, в тому числі й в Україні, продається під назвою Samsung Galaxy Fold 3) — нова модель складного смартфона компанії Samsung Electronics.
Виробник презентував телефон 11 серпня 2021 року під час онлайн YouTube презентації Samsung Galaxy Unpacked. Разом зі смартфоном Samsung Galaxy Z Fold 3 на презентації були представлені - складний смартфон Galaxy Z Flip 3, дві моделі розумних годинників Galaxy Watch 4 та Watch 4 Classic, а також бездротові навушники Galaxy Buds 2. Попередні продажі в Україні розпочалися 11 серпня 2021 року зі стартовою ціною 54 999 грн.
В березні 2022 року Samsung перейменувала пристрій на «Galaxy Fold 3» в певних країнах Східної Європи (в тому числі й в Україні) через можливу негативну асоціацію із символом російського вторгнення в Україну Z.

## Зовнішній вигляд
Корпус Samsung Galaxy Z Fold 3 зроблений з металевого сплаву Armor Aluminium. Скляні панелі апарату покриті захисним склом Corning Gorilla Victus. Задня скляна панель має матове покриття.
Рамка навколо екрану металева. 
У закритому стані між двома половинками смартфону присутній невеликий люз. У розкладеному вигляді посередині екрану є тонка лінія згину.
В Україні смартфон Galaxy Z Fold 3 представлений у 3 кольорах: зелений (Phantom Green), срібний (Phantom Silver) та чорний (Phantom Black).

## Галерея

Galaxy Z Fold 3 5G у розгорнутому вигляді
Galaxy Z Fold 3 5G
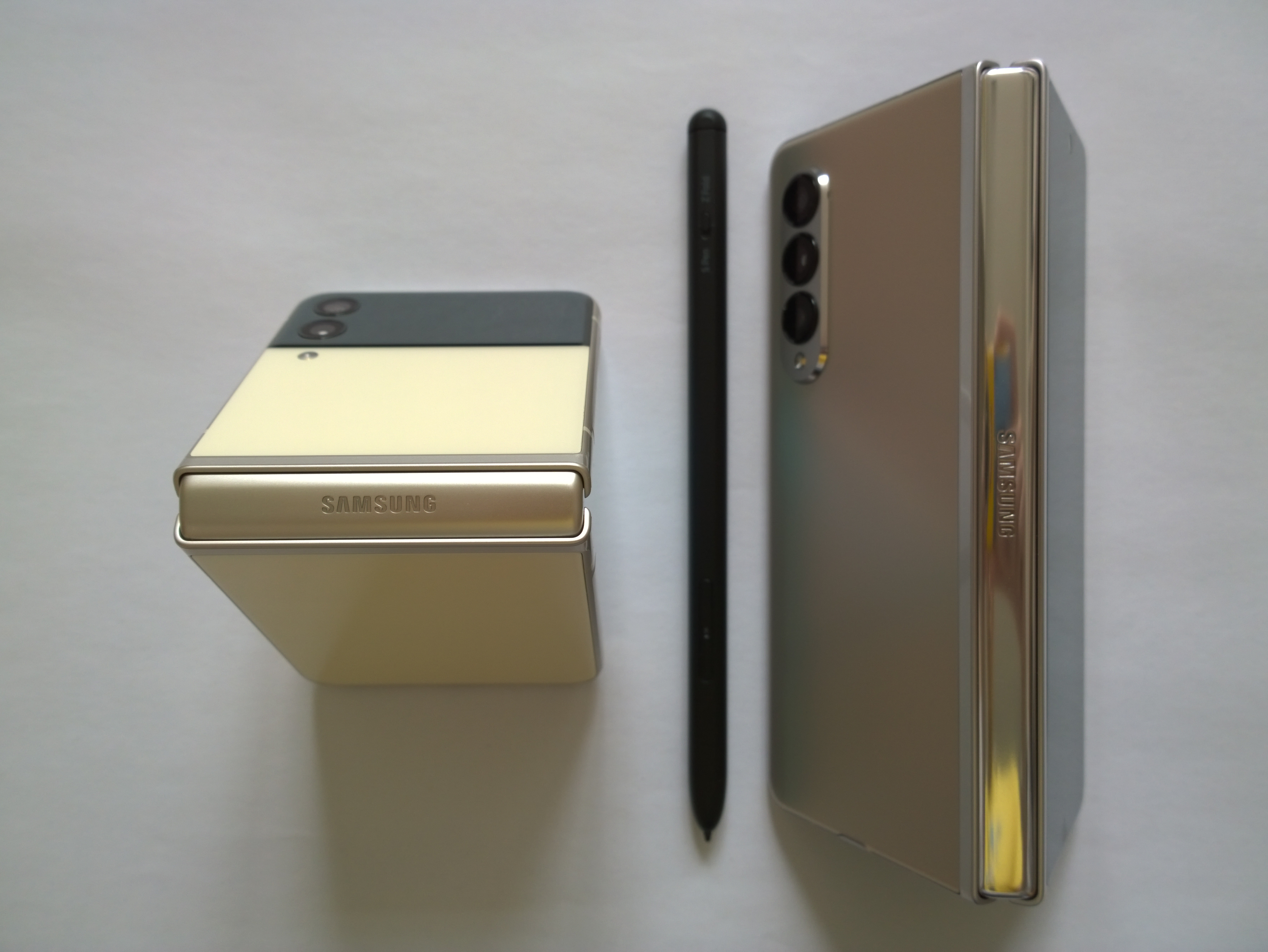
Порівняння Galaxy Z Fold3 5G та Galaxy Z Flip3
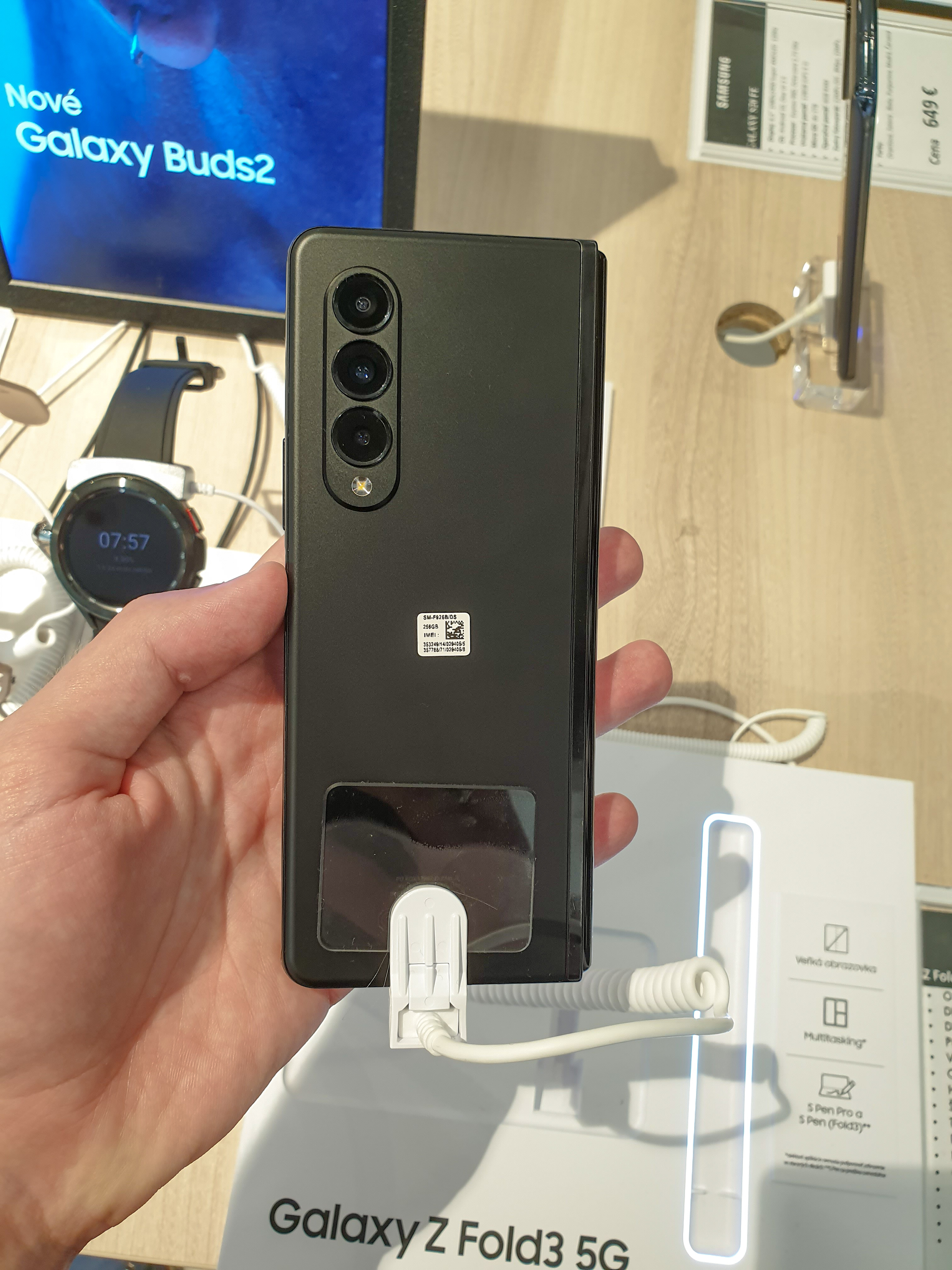
Порівняння Galaxy Z Fold3 5G під час заряджання

## Технічні характеристики

### Процесор
Galaxy Z Fold 3 має восьми ядерний процесор Qualcomm Snapdragon 888 5G, який включає: 1 ядро Kryo 680 з частотою 2.84 ГГц, 3 ядра  Kryo 680 з частотою 2.42 ГГц та 4 ядра Kryo 680 з частотою 1.8 ГГц. 
Графічне ядро — Adreno 660.

### Акумулятор
Смартфон отримав незнімний акумулятор об'ємом 4400 мА·год із підтримкою швидкої зарядки на 25 Вт (із заряджанням на 80 % за 54 хвилини). Galaxy Z Fold 3 підтримує функцію швидкої бездротової зарядки на 11 Вт та зворотної зарядки до 4,5 Вт.

### Камера
Смартфон Galaxy Z Fold 3 має потрійну основну камеру:
- 12 Мп, f/1.8 (ширококутна) з фокусуванням Dual Pixel PDAF
- 12 Мп, f/2.4 (телефото) з 2 кратним оптичним збільшенням та 10 кратним цифровим збільшенням
- 12 Мп, f/2.2 (ультраширококутна) з автофокусом та здатністю запису відео в роздільній здатності 4K@60fps.

Фронтальна камера складається з двох модулів:
- зовнішній на 4 Мп, f/1.8, 2.0µm
- внутрішній на 10 Мп, f/2.2 (широкий кут).

Фронтальні камери можуть записувати відео в роздільній здатності 4K@30fps.

### Дисплей
Galaxy Z Fold 3 отримав два дисплеї: 
- зовнішній Dynamic AMOLED 2X з діагоналлю 6,2 дюйма із покриттям Corning Gorilla Glass Victus
- внутрішній безрамковий екран з діагоналлю 7,6 дюйма (екран займає 88,8 % поверхні).

### Пам'ять
В Україні Galaxy Z Fold 3 доступний в комплектації 12/256 ГБ. Додатковий слот для карти пам'яті відсутній.

### Програмне забезпечення
Смартфон працює на базі операційної системи Android 11 з фірмовим інтерфейсом One UI 3.1. Присутня можливість оновлення до One UI 6.1 на базі Android 14.

### Додатково
Сенсори: сканер відбитків пальців у бічній кнопці живлення, цифровий компас, барометр, акселерометр, гіроскоп.
Підтримує стилус S Pen, працює з бездротовими навушниками Galaxy Buds2. Роз'єм під навушники 3,5 мм відсутній.
Має захист від вологи за стандартом IPX8, можливо безпечне занурення у прісну воду максимум  на 1.5 метри до 30 хвилин часу.

### Комплектація
Зарядний пристрій кабель USB Type-C, ключ для карти, документація, гарантійний талон.